# Uropeltis melanogaster
Uropeltis melanogaster là một loài rắn trong họ Uropeltidae. Loài này được Gray mô tả khoa học đầu tiên năm 1858.

## Hình ảnh

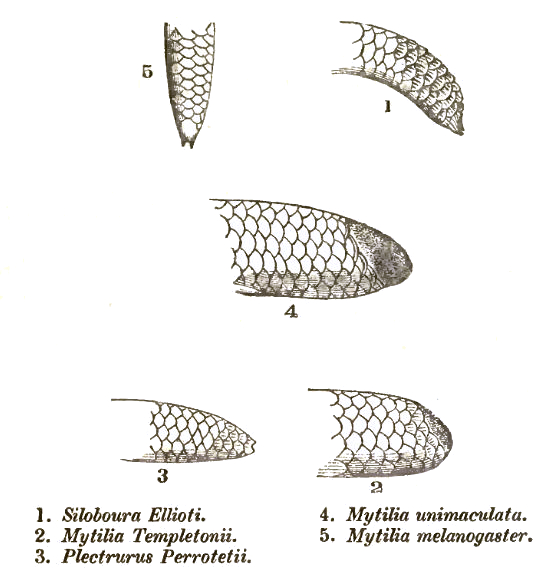